# Grammy Award alla miglior interpretazione vocale rock solista
Il Grammy Award alla miglior interpretazione rock vocale solista (Grammy Award for Best Solo Rock Vocal Performance) è un premio musicale dei Grammy conferito dalla National Academy of Recording Arts and Sciences per la qualità della miglior interpretazione di genere rock vocale di un artista solista.
Il premio è stato assegnato dal 1988 al 2011 in maniera discontinua.

## Vincitori e candidati

### Anni 1980
- 1988[1]
  - Bruce Springsteen - Tunnel of Love
  - Joe Cocker – Unchain My Heart
  - Richard Marx – Don't Mean Nothing
  - Bob Seger – Shakedown
  - Tina Turner – Better Be Good to Me

### Anni 1990
- 1992[2]
  - Bonnie Raitt - Luck of the Draw
  - Bryan Adams – Can't Stop This Thing We Started
  - Eric Clapton – 24 Nights
  - John Mellencamp – Whenever We Wanted
  - Robbie Robertson – Storyville
  - Bob Seger – The Fire Inside
- 1994[3]
  - Meat Loaf - I'd Do Anything for Love (But I Won't Do That)
  - Bob Dylan – All Along the Watchtower
  - Peter Gabriel – Steam
  - Lenny Kravitz – Are You Gonna Go My Way
  - Sting – Demolition Man

### Anni 2000
- 2005[4]
  - Bruce Springsteen - Code of Silence
  - Ryan Adams – Wonderwall
  - Steve Earle – The Revolution Starts Now
  - Melissa Etheridge – Breathe
  - Tom Waits – Metropolitan Glide
- 2006[5]
  - Bruce Springsteen - Devils & Dust
  - Eric Clapton – Revolution
  - Robert Plant – Shine It All Around
  - Rob Thomas – This Is How a Heart Breaks
  - Neil Young – The Painter
- 2007[6]
  - Bob Dylan - Someday Baby
  - Beck – Nausea
  - John Mayer – Route 66
  - Tom Petty – Saving Grace
  - Neil Young – Lookin' for a Leader
- 2008[7]
  - Bruce Springsteen - Radio Nowhere
  - Beck – Timebomb
  - Paul McCartney – Only Mama Knows
  - John Mellencamp – Our Country
  - Lucinda Williams – Come On
- 2009[8]
  - John Mayer - Gravity
  - Paul McCartney – I Saw Her Standing There
  - Bruce Springsteen – Girls in Their Summer Clothes
  - Eddie Vedder – Rise
  - Neil Young – No Hidden Path

### Anni 2010
- 2010[9]
  - Bruce Springsteen - Working on a Dream
  - Bob Dylan – Beyond Here Lies Nothin'
  - John Fogerty – Change in the Weather
  - Prince – Dreamer
  - Neil Young – Fork in the Road
- 2011[10]
  - Paul McCartney - Helter Skelter
  - Eric Clapton – Run Back to Your Side
  - John Mayer – Crossroads
  - Robert Plant – Silver Rider
  - Neil Young – Angry World